# Hafiz Sabri Koçi
Haxhi Hafiz Sabri Koçi (* 14. Mai 1921 in Orenja bei Librazhd; † 18. Juni 2004 in Tirana) war ein sunnitischer Geistlicher. Von 1991 bis kurz vor seinem Tod im Jahr 2004 war er Vorsitzender des Rates der Muslime in Albanien. 

## Leben
Unter dem kommunistischen Regime war Koçi zwanzig Jahre wegen „Propaganda gegen die sozialistische Gesellschaftsordnung“ inhaftiert. Nach seiner Haftentlassung 1986 arbeitete er im Bauwesen. Im November 1990 leitete er in Shkodra in der Bleimoschee das erste öffentliche Gebet der Muslime seit Verhängung des Religionsverbots im Jahr 1967. 1991 wurde er zum Vorsitzenden der Muslimischen Gemeinschaft Albaniens und zum obersten Mufti des Landes gewählt. Im Frühjahr 2004 legte er seine Ämter aus Gesundheitsgründen nieder. Sein Nachfolger war Selim Muça.
Unter Koçis Führung wurden zahlreiche muslimische Institutionen Albaniens neu- oder wiederbegründet und im ganzen Land hunderte Moscheen reaktiviert oder neu gebaut. Der oberste Mufti setzte sich besonders auch für ein gutes Verhältnis der Sunniten zu den christlichen Konfessionen im Land und zu den Bektaschi ein. 2005 wurde er gemeinsam mit Erzbischöfen der Orthodoxen und Katholiken und dem Großdede der Bektaschi posthum zum Ehrenbürger Tiranas ernannt.